# Войцех Фриковський
Во́йцех «Войтек» Фрико́вський (також Фріковскі; пол. Wojciech Frykowski; 22 грудня 1936 року, Лодзь, Польща — 9 серпня 1969, Лос-Анджелес, Каліфорнія, США) — польський актор і письменник. Став відомим як одна з жертв замаху на актрису Шерон Тейт та інших.

## Життя
Войцех Фріковський, син польських виробників текстилю, був шкільним другом режисера та актора Романа Поланського. Як і Поланський, Фріковський пережив жах переслідування націонал-соціалістами в окупованій Німеччиною Польщі.
Фріковський був одружений і розлучився двічі. З першого шлюбу з польською моделлю Евою Марією Морелле мав сина на ім*я Бартломій Фриковський (1959—1999), який згодом став оператором. У другому шлюбі він був одружений з польським автором Агнешкою Осецькою. Пізніше Фриковський поїхав до Парижа. У 1967 році він послідував за своїм другом Поланським у США. Він фінансував перші кінопроєкти Поланського, а також з'явився у кількох його фільмах.
Під час авторських читаннь він познайомився з Ебіґейл Фолджер, молодою спадкоємцею американської кавової компанії. Вони зблизились і закохалися. Фолджер і Фриковський переїхали з Нью-Йорка до Лос-Анджелеса у компанію до Поланського та його подруги Шерон Тейт, де вони взяли в оренду будинок співачки Касс Еліот від музичної групи The Mamas and the Papas. Разом із подружньою парою Тейт-Поланскі Фриковський та Фолджер часто відзначали екстравагантні вечірки в будинку Поланського на Cielo Drive у Bel Air.

### Вбивство
У ніч з 8 на 9 серпня 1969 року, відвідавши мексиканський ресторан, Фриковський разом зі своєю дівчиною Фолджер та її друзями, вагітною Тейт та перукарем Джеєм Себрінгом, влаштували вечірку на Cielo Drive. Сім'я Менсона (Сьюзен Аткінс, Чарльз Вотсон і Патрісія Кренвінкел) напала на них в будинку і вбила.
Фриковського було кремовано в Лос-Анджелесі, а урну поховали на Старому Цментажі (Старому цвинтарі) у його польському рідному місті Лодзі.